# Trolleybus de Tallinn
Le trolleybus de Tallinn (en estonien : Trollibussiliiklus Tallinnas) est un réseau de trolleybus qui dessert la capitale de l'Estonie.

## Réseau actuel

### Aperçu général
Tallinn compte quatre lignes de trolleybus.
| Ligne | Origine  | Destination | Longueur | Parcours |
| ----- | -------- | ----------- | -------- | -------- |
| 1     | Mustamäe | Kaubamaja   | 15,9 km  | Carte    |
| 3     | Mustamäe | Kaubamaja   | 15,9 km  | Carte    |
| 4     | Keskuse  | Balti jaam  | 14,3 km  | Carte    |
| 5     | Mustamäe | Balti jaam  | 13,9 km  | Carte    |

### Matériel roulant
Le réseau compte 190 véhicules pour exploiter les différentes lignes :
| Constructeur | Modèle      | Image | Année(s) de livraison | Quantité |
| ------------ | ----------- | ----- | --------------------- | -------- |
| JuMZ         | T1          |       | 1994                  | 1        |
| Ikarus       | 280T        |       | 1989                  | 6        |
| Ikarus       | 412T        |       | 1999                  | 6        |
| Ikarus       | 415T        |       | 1992                  | 1        |
| Škoda        | 14Tr        |       | 1982–1989             | 99       |
| Škoda        | 15Tr        |       | 1989–1990             | 25       |
| Solaris      | Trollino 12 |       | 2002–2010             | 32       |
| Solaris      | Trollino 18 |       | 2003–2009             | 20       |